# کلیدزنی-کیو
فن کلیدزنی-کیو (به انگلیسی: Q-switching) یا آرایش تَپ غول‌پیکر یا ایذاساز-کیو ایجاد تَپ‌های (پالس‌های) لیزری با مدت کوتاه (از چندنانوثانیه تا چند-ده نانوثانیه) و پر قدرت (از چند مگاوات تا چندصد مگاوات) را میسر می‌سازد. اصول این فن چنین است:فرض کنیم که یک بستاور (به انگلیسی: shutter) در داخل کاواک لیزر قرار گرفته باشد. اگر بستاور بسته باشد عمل لیزر انجام نخواهد شد، و وارونی انبوهی می‌تواند بسیار زیاد شود. اگر بستاور به‌طور ناگهانی باز شود، لیزر بهره‌ای بسیار بیشتر از تلفات خواهد داشت، و انرژی ذخیره شده به صورت تَپ کوتاه و شدیدی رها خواهد شد. چون این فن مستلزم کلیدزنی ضریب کیفیت کاواک از یک مقدار پایین به یک مقدار بالاست، کلیدزنی-کیو نامیده می‌شود. به شرط آنکه باز شدن بستاور تنها در مدت زمانی کوتاه (در مقایسه با زمان ایجاد تپ لیزر) انجام گیرد. (کلیدزنی سریع) خروجی لیزر در واقع از یک تک‌تپ غول‌آسا تشکیل خواهد شد. ولیکن، در مورد کلیدزنی آهسته ممکن است تَپ‌های چند تایی ایجاد شود. در این موارد انرژی ذخیره شده در محیط پیش از عمل کلیدزنی به صورت سری‌های پله‌ای تخلیه می‌شود. هر پله مربوط به گسیل یک تپ است. هر تپ بهرهٔ لیزر را پایین تراز آستانهٔ لحظه‌ای می‌برد، بدین ترتیب از نوسان بعدی جلوگیری به عمل می‌آورد تا مجدداً کلیدزنی اتلاف کاواک لیزر را کاهش دهد و آستانه کاهش یابد.
کلیدزنی-کیو برای اولین بار در سال ۱۹۵۸ توسط گوردون گلد پیشنهاد شد و به‌طور مستقل در سال ۱۹۶۱ یا ۱۹۶۲ توسط آر دبلیو هل‌وث و اف جی مک‌کلانگ در آزمایشگاه تحقیقاتی هیوز با استفاده از بستاورهای سلول کِر با کلید الکتریکی در یک لیزر یاقوتی کشف و نشان داده شد.
غیرخطسانی‌های نوری مانند کلیدزنی-کیو به‌طورکامل توسط نیکلاس بلومبرگر، که در سال ۱۹۸۱ جایزه نوبل را برای این کار برنده شد، توضیح‌داده‌شد.

## روش‌های کلیدزنی-کیو
سامانه‌های کلیدزنی زیر بیشترین کاربرد را دارند:
- کلیدزنی-کیو فعال
- کلیدزنی-کیو غیرفعال
- وَردا

## بستاورهای الکترونوری
در این بستاورها از اثر الکترونوری مناسبی نظیر اثر پاکلز استفاده می‌شود. در اینجا متذکر می‌شویم. سلولی که بر اساس اثر پاکلز (سلول پاکلز) کار می‌کند ابزاری است که وقتی یک ولتاژ dc به ان اعمال شود خاصیت دوشکستی پیدا می‌کند. این خاصیت القایی دوشکستی با ولتاژ اعمال شده متناسب است.